# Nail (album)
| Recensione     | Giudizio       |
| -------------- | -------------- |
| AllMusic       |                |
| Onda Rock      | Pietra miliare |
| Piero Scaruffi | 9/10           |

Nail è un album discografico di Foetus, qui accreditato come Scraping Foetus Off the Wheel, progetto del musicista australiano James George Thirlwell, pubblicato nel 1985 dalla Self Immolation attraverso la Some Bizzare Records.
Nel 1995 Nail venne ristampato per il mercato statunitense dalla Thirsty Ear Records.

## Il disco
The Throne of Agony cita il tema della colonna sonora della serie televisiva degli anni sessanta e settanta Missione Impossibile. Inoltre, il verso presente nello stesso brano Alas, poor Yorick, i knew me well (Ahimè, povero Yorick, mi conoscevo bene) è una citazione dell'opera teatrale Amleto di William Shakespeare (Alas, poor Yorick. I knew him, Horatio, atto V, scena I). Il verso successivo I'm the one who gave the sandwich to Mama Cass (Sono colui che diede il sandwich a Mama Cass) è un riferimento alla cantante dei The Mamas & the Papas, conosciuta appunto come Mama Cass, che, secondo alcune ipotesi, morì soffocandosi con un panino al prosciutto.
Pigswill è un gioco di parole, che può significare sia "pig swill" ("la sporcizia dei maiali"), sia "pig's will" ("la volontà dei maiali"), a richiamo del romanzo Fattoria degli Animali di George Orwell.
Enter the Exterminator cita il tema musicale della scena Nell'antro del Re della Montagna tratta dall'opera Peer Gynt scritta dal drammaturgo norvegese Henrik Ibsen e musicata dal compositore Edvard Grieg.
Il verso Turn on, tune in, drop out ("Accenditi, sintonizzati, sganciati") nel brano DI-1-9026, è uno slogan coniato dallo scrittore e psicologo americano Timothy Leary.
Il verso Fee Fi Fo Fum nel brano Anything (Viva!), è tratto dalla celebre fiaba popolare inglese Giacomino e la pianta di fagioli, e corrisponde all'italiano Ucci ucci (sento odor di cristianucci).

## Tracce
Tutti i brani sono di James George Thirlwell.
1. Theme From Pigdom Come – 1:52
2. The Throne Of Agony – 5:18
3. ! – 0:04
4. Pigswill! – 6:13
5. Descent Into The Inferno – 6:17
6. Enter The Exterminator – 4:43
7. DI-1-9026 – 4:40
8. The Overture From Pigdom Come – 3:01
9. Private War – 1:06
10. Anything (Viva!) – 6:50

## Formazione
- Scraping Foetus Off the Wheel (James George Thirlwell) - performer